# Liste von Werkzeugmaschinenherstellern
Die nachfolgende Liste verzeichnet enzyklopädisch relevante Hersteller von Werkzeugmaschinen. Sie erhebt dabei keinen Anspruch auf Vollständigkeit. Unternehmen mit rot hinterlegtem Namen sind nicht mehr aktiv und wurden in der Vergangenheit aufgelöst oder sind in anderen Unternehmen aufgegangen.

## Alphabetische Liste von Unternehmen
| Unternehmen                               | Land               | Spezialisierung                                                                                          | Anmerkungen |
| ----------------------------------------- | ------------------ | --- | --- |
| AB Vingriai                               | Litauen            | Schleifmaschinen, Fräsmaschinen                                                                          | Nach mehreren erfolglosen Umstrukturierungen musste das Unternehmen 2014 Insolvenz anmelden und wurde aufgelöst. |
| Adval Tech Holding                        | Schweiz            | Stanzpressen                                                                                             | |
| Alfred H. Schütte                         | Deutschland        | Drehautomaten, Schleifmaschinen                                                                          | |
| Altendorf Maschinenbau                    | Deutschland        | Formatkreissägen                                                                                         | |
| Alzmetall                                 | Deutschland        | Tisch-, Ständer-, Säulen- und Radialbohrmaschinen, Bearbeitungszentren                                   | |
| Amada                                     | Japan              | Sägemaschinen, Schleifmaschinen, Laserschneidemaschinen, Fräsmaschinen, Abkantpressen, Umformpressen     | |
| Anderson Group                            | Taiwan             | Fräsmaschinen, Drehmaschinen, Bearbeitungszentren                                                        | Zur Unternehmensgruppe gehört auch das deutsche Unternehmen Matec aus Köngen. |
| Arnold Jung Lokomotivfabrik               | Deutschland        | | Stellte erst ab 1976 Werkzeugmaschinen her. Die Produktion wurde 1993 eingestellt. |
| Arnz Flott Werkzeugmaschinen              | Deutschland        | Bohrmaschinen, Band- und Kreissägen, Schleifmaschinen                                                    | |
| Auerbach Maschinenfabrik                  | Deutschland        | Tiefbohr- und Tiefbohr-Fräsmaschinen, Bettfräsmaschinen                                                  | |
| Behringer                                 | Deutschland        | Bandsägen, Kreissägen, Blech- und Profilbearbeitung                                                      | Hersteller von Bandsägemaschinen und Kreissägemaschinen für Metall sowie von Maschinen für die Blech- und Profilbearbeitung. |
| Brown & Sharpe                            | Vereinigte Staaten | Fräsmaschinen                                                                                            | Es werden keine Werkzeugmaschinen mehr hergestellt. Seit 2000 wird der Name für metrologische Produkte von Hexagon verwendet. |
| Burkhardt + Weber                         | Deutschland        | Bearbeitungszentren                                                                                      | Das Unternehmen stellte 1959 das weltweit erste Bearbeitungszentrum mit NC-Steuerung vor. |
| Bystronic                                 | Schweiz            | Laserschneidemaschinen, Abkantpressen                                                                    | |
| Česká zbrojovka (Strakonice)              | Tschechien         | Schleifmaschinen, Tiefbohrmaschinen                                                                      | |
| Charmilles                                | Schweiz            | Erodiermaschinen                                                                                         | Der ehemals eigenständige Maschinenbauer wurde von der Georg Fischer AG übernommen und in die Sparte GF Machining Solutions integriert. |
| Cincinnati Milacron                       | Vereinigte Staaten | Fräsmaschinen, Hobelmaschinen, Schleifmaschinen                                                          | Die Cincinnati Milling Machine Company war lange Zeit einer der bedeutendsten Werkzeugmaschinenhersteller der USA. Im Jahr 1998 übernahm Unova den Werkzeugmaschinenbereich von Cincinnati Milacron. Dieser wechselte 2005 zu MAG IAS und ist heute Teil von Fives. |
| Chiron-Werke                              | Deutschland        | Bearbeitungszentren                                                                                      | |
| Citizen Holdings                          | Japan              | Drehmaschinen                                                                                            | |
| Coherent                                  | Vereinigte Staaten | Laserschneidemaschinen                                                                                   | |
| Collet & Engelhard                        | Deutschland        | Schneidemaschinen, Bohrmaschinen, Fräsmaschinen, Pressen                                                 | Das Unternehmen wurde 1971 mit zuletzt 800 Mitarbeitern aufgelöst. |
| Comau                                     | Italien            | Bearbeitungszentren, flexible Fertigungssysteme                                                          | Comau ist Teil des Stellantis-Konzerns. |
| Danobat                                   | Spanien            | Bearbeitungszentren, Fräsmaschinen, Drehmaschinen, Bohrmaschinen                                         | |
| Friedrich Deckel                          | Deutschland        | Fräsmaschinen                                                                                            | Deckel verschmolz 1993 mit Maho zu Deckel Maho und ging 1994 in Konkurs. Heute ist Deckel Teil der DMG Mori AG (Deckel Maho Gildemeister). |
| Maschinenfabrik Deutschland               | Deutschland        | Drehmaschinen                                                                                            | Das Unternehmen war unter anderem für seine Radsatz-Drehmaschinen und andere Maschinen für den Schienenverkehrssektor bekannt. |
| Dixi Holding Le Locle                     | Schweiz            | Bearbeitungszentren                                                                                      | Das Unternehmen verkaufte seine Werkzeugmaschinensparte 2007 an Mori Seiki. |
| DMG Mori Aktiengesellschaft               | Deutschland        | Fräsmaschinen, Drehmaschinen, Schleifmaschinen, Bearbeitungszentren, SLM-Maschinen                       | Ab 2011 traten das deutsche Unternehmen Gildemeister, das 1994 Deckel Maho übernommen hatte, und der japanische Mori Seiki-Konzern gemeinsam als DMG / Mori Seiki auf. Gildemeister benannte sich 2013 in DMG Mori Seiki Aktiengesellschaft (heute nur noch DMG Mori Aktiengesellschaft) und Mori Seiki in DMG Mori Seiki K.K. (heute nur noch DMG Mori K.K.) um. Beide Unternehmen sind gegenseitige Hauptaktionäre des jeweils anderen. |
| DMG Mori K.K.                             | Japan              | Siehe DMG Mori AG                                                                                        | |
| Dörries-Scharmann                         | Deutschland        | Bearbeitungszentren, Vertikal-Drehzentren, Schleifmaschinen, Portalbearbeitungszentren                   | Die Dörries Scharmann Technologie GmbH wurde 2007 von der A-Tec Industries übernommen. Nach deren Insolvenz kam Dörries-Scharmann 2011 zu Starrag, seit 2023 StarragTornos Group. |
| Doosan Machine Tools                      | Südkorea           | Fräsmaschinen, Drehmaschinen, Bearbeitungszentren, Bohrmaschinen                                         | Das Unternehmen ist eine Tochter des Beteiligungsunternehmens MBK Partners und nutzt den Namen Doosan im Rahmen einer Lizenzvereinbarung mit dem gleichnamigen koreanischen Mischkonzern. |
| EHT Werkzeugmaschinen                     | Deutschland        | Abkantpressen                                                                                            | Das Unternehmen wurde 2015 von Trumpf übernommen und firmiert seitdem als Trumpf Werkzeugmaschinen Teningen GmbH. |
| Elumatec                                  | Deutschland        | Profilsägen, Profilfräsen, Profilbohrer                                                                  | |
| EMAG                                      | Deutschland        | Drehmaschinen, Schleifmaschinen, Bearbeitungszentren, Verzahnmaschinen                                   | |
| Emco                                      | Österreich         | Drehmaschinen, Fräsmaschinen                                                                             | Das Unternehmen ist eine Tochter der Kuhn-Gruppe. |
| Fair Friend Group                         | Taiwan             | Fräsmaschinen, Drehmaschinen, Bearbeitungszentren                                                        | Die Holdinggesellschaft besitzt mehrere traditionsreiche Tochterunternehmen, darunter die deutschen Werkzeugmaschinenhersteller Hessapp, Witzig & Frank, VDF Boehringer und MAG IAS. |
| Fanuc                                     | Japan              | Bearbeitungszentren, Drahterodiermaschinen                                                               | |
| Feintool                                  | Schweiz            | Feinschneidpressen                                                                                       | |
| Felder-Gruppe                             | Österreich         | Holzbearbeitungsmaschinen                                                                                | |
| Fill                                      | Österreich         | Zerspanungstechnik, Umformtechnik                                                                        | |
| Fives High Precision Machines             | Frankreich         | Räummaschinen, Sägemaschinen, Bohrmaschinen, Laser-Schneidemaschinen, Bearbeitungszentren, Drehmaschinen | Fives High Precision Machines ist eine Sparte der Fives-Gruppe und mit 250 Millionen Euro Jahresumsatz (2021) der größte Werkzeugmaschinenhersteller Frankreichs. |
| Fujikoshi                                 | Japan              | Räummaschinen, Schleifmaschinen, Bearbeitungszentren                                                     | |
| Fritz Studer AG                           | Schweiz            | Rundschleifmaschinen                                                                                     | Das Unternehmen ist Teil der United Grinding Group. |
| Fritz Werner Werkzeugmaschinen            | Deutschland        | Fräsmaschinen, Schleifmaschinen, Pressen                                                                 | Fritz Werner Werkzeugmaschinen stellte vornehmlich Anlagen zur Munitionsproduktion her. Die heutige Fritz Werner Industrie-Ausrüstungen GmbH ist eine Tochter von Ferrostaal. |
| Gebr. Boehringer                          | Deutschland        | Drehmaschinen                                                                                            | Teile des Unternehmens gehören heute als VDF Boehringer zur taiwanischen Fair Friend Group. |
| G. Boley                                  | Deutschland        | Drehmaschinen, Fräsmaschinen, Bohrmaschinen, Schraubstöcke und Spannvorrichtungen, Langdrehautomaten     | Übernahme durch Citizen 1992, Umfirmierung zu Citizen Machinery & Boley GmbH und 2005 in Citizen Machinery Europe GmbH umbenannt. |
| GF Machining Solutions                    | Schweiz            | Fräsmaschinen, Erodiermaschinen                                                                          | |
| Giddings & Lewis                          | Vereinigte Staaten | Bohrwerke, Drehzentren, Fräsmaschinen                                                                    | Giddings & Lewis war zum Zeitpunkt seiner Übernahme durch die Thyssen Industrie AG im Jahr 1997 der größte Werkzeugmaschinenbauer der USA. Das Unternehmen wurde 2005 an die Maxcor Inc. (MAG IAS) weiterveräußert. Im Jahr 2013 ging Giddings & Lewis in der Fives-Gruppe auf. |
| Gildemeister AG                           | Deutschland        | Drehmaschinen                                                                                            | aufgegangen in der DMG Mori Aktiengesellschaft. |
| Gleason Corporation                       | Vereinigte Staaten | Verzahnmaschinen                                                                                         | Zu Gleason gehören unter anderem die deutschen Tochtergesellschaften Gleason-Pfauter (Ludwigsburg) und Gleason-Hurth (München). |
| Grob-Werke                                | Deutschland        | Fräsmaschinen, Bearbeitungszentren                                                                       | |
| Haas Automation                           | Vereinigte Staaten | Fräsmaschinen, Drehmaschinen                                                                             | Das Unternehmen ist Sponsor des Haas F1 Teams. Dieses ist ein Formel-1-Rennstall, der durch den Unternehmenseigentümer Gene Haas gegründet wurde. |
| Haeusler                                  | Schweiz            | Biegemaschinen                                                                                           | |
| August Hamann                             | Deutschland        | Bohrmaschinen, Drehmaschinen                                                                             | Der ehemalige Werkzeugmaschinenbauer aus Preußen stellte auf der Weltausstellung 1851 die einzige nicht englische Werkzeugmaschine aus. |
| Hardinge                                  | Vereinigte Staaten | Fräsmaschinen, Drehmaschinen, Schleifmaschinen                                                           | Zu Hardinge gehört auch der Schweizer Hersteller L. Kellenberger. |
| Hegenscheidt MFD                          | Deutschland        | Drehmaschinen, Fräsmaschinen, Räummaschinen, Fest-, Glatt- und Richtwalzmaschinen                        | Das Unternehmen gehört zur Chemnitzer Niles-Simmons-Hegenscheidt-Gruppe. |
| Heinrich Georg Maschinenfabrik            | Deutschland        | Fräsmaschinen, Drehmaschinen, Bearbeitungszentren, Walzenschleifmaschinen                                | |
| Gebr. Heller                              | Deutschland        | Bearbeitungszentren                                                                                      | |
| Maschinenfabrik Herkules                  | Deutschland        | Walzenschleifmaschinen, Großdrehmaschinen                                                                | Zur Siegener HerkulesGroup gehören auch Union Werkzeugmaschinen und WaldrichSiegen. |
| Hermle                                    | Deutschland        | Bearbeitungszentren                                                                                      | |
| Heyligenstaedt                            | Deutschland        | Fräsmaschinen, Drehmaschinen, Bohrmaschinen                                                              | Das Unternehmen ist Teil der DVS-Gruppe. |
| HMT Machine Tools                         | Indien             | Bearbeitungszentren, Drehmaschinen, Verzahnmaschinen                                                     | HMT Machine Tools gehört der Holdinggesellschaft HMT Limited, die dem indischen Ministerium für Schwerindustrie untersteht. |
| Holtzapffel                               | England            | Drehmaschinen, Schleifmaschinen                                                                          | Das Unternehmen wurde 1928 geschlossen. |
| Homag Group                               | Deutschland        | Holzbearbeitungsmaschinen                                                                                | Das Unternehmen gehört seit Oktober 2014 mehrheitlich der Dürr AG. |
| Hurco                                     | Vereinigte Staaten | Bearbeitungszentren, Drehmaschinen                                                                       | |
| Hüller Hille                              | Deutschland        | Bearbeitungszentren                                                                                      | |
| Hwacheon Machinery                        | Südkorea           | Drehmaschinen, Bearbeitungszentren                                                                       | Hwacheon bezeichnet sich selbst als ältesten südkoreanischen Werkzeugmaschinenhersteller und beschäftigt rund 1500 Mitarbeiter. |
| Hyundai Wia                               | Südkorea           | Fräsmaschinen, Drehmaschinen                                                                             | Das Unternehmen ist Teil der Hyundai Motor Group. |
| IMA Schelling Group                       | Deutschland        | Holzbearbeitungsmaschinen                                                                                | |
| Index-Werke                               | Deutschland        | Drehmaschinen                                                                                            | |
| Indústrias Romi                           | Brasilien          | Drehmaschinen, Bohrmaschinen                                                                             | Zu Romi gehört das deutsche Unternehmen Burkhardt + Weber. |
| JTEKT                                     | Japan              | Fräsmaschinen, Drehmaschinen, Bearbeitungszentren, Schleifmaschinen, Verzahnmaschinen                    | Die Maschinen von JTEKT werden unter der Marke Toyoda vertrieben. |
| Junker Gruppe                             | Deutschland        | Schleifmaschinen                                                                                         | |
| Dieter Kaltenbach Verwaltungsgesellschaft | Deutschland        | Kreissägen, Bandsägen, Stahlbearbeitungsanlagen                                                          | |
| Kapp Werkzeugmaschinen                    | Deutschland        | Schleifmaschinen                                                                                         | |
| Kasto                                     | Deutschland        | Sägemaschinen                                                                                            | |
| Klingelnberg                              | Schweiz            | Verzahnmaschinen                                                                                         | Im Jahr 1993 übernahm Klingelnberg die Oerlikon Geartec AG in Zürich und 2012 erfolgte die Übernahme der Höfler Maschinenbau GmbH. |
| Koordinatė                                | Litauen            | Drehmaschinen, Schleifmaschinen                                                                          | Das Unternehmen wurde 1999 aufgelöst. |
| Krauseco Werkzeugmaschinen                | Österreich         | Drehmaschinen                                                                                            | Das Unternehmen schloss sich 1994 mit der Mauser-Werke Oberndorf Maschinenbau GmbH zu Krause + Mauser zusammen. Trotz dieses Zusammenschlusses bleiben beide Unternehmen als eigenständige Gesellschaften erhalten. |
| Kuka                                      | Deutschland        | Reibschweißmaschinen                                                                                     | Das Unternehmen ist Teil der chinesischen Midea Group und insbesondere für seine Industrieroboter bekannt. |
| L. Kellenberger                           | Schweiz            | Schleifmaschinen                                                                                         | Das Unternehmen ist eine Tochter des US-amerikanischen Unternehmens Hardinge. |
| LASCO Umformtechnik                       | Deutschland        | Pressen                                                                                                  | |
| Leistritz Group                           | Deutschland        | Wirbelmaschinen, Nutenziehmaschinen                                                                      | |
| Liebherr-Verzahntechnik                   | Deutschland        | Verzahnmaschinen                                                                                         | |
| Linsinger Maschinenbau                    | Österreich         | Sondermaschinen, Säge- und Fräsmaschinen                                                                 | Linsinger Maschinenbau ist Hersteller von Sondermaschinen. Zu den Fräsmaschinen zählen Bandbesäumungsfräsmaschinen, Blechplattenfräsmaschinen, Rohrendenfasmaschinen sowie stationäre und mobile Anlagen zum Schienenfräsen. In der Sparte der Sägemaschinen werden Kreissägemaschinen unterschiedlichster Art sowie Rohrtrennmaschinen und Schienensäge- und Bohrmaschinen hergestellt.                                                  |
| LPKF Laser & Electronics                  | Deutschland        | Lasersysteme                                                                                             | |
| Ludwigsburger Maschinenbau                | Deutschland        | Feinstbohrwerke, Bearbeitungszentren                                                                     | Die Gründer des Ludwigsburger Unternehmens kamen nach dem Krieg aus Ostdeutschland, wo sie bei der Vogtländischen Maschinenfabrik angestellt waren. |
| LVD Company                               | Belgien            | Abkantpressen, Tafelscheren, Laserschneidemaschinen                                                      | |
| Maag Zahnräder                            | Schweiz            | Zahnradschleifmaschinen                                                                                  | Die Produktionsgesellschaften der Maag Gruppe wurden bis 1997 verkauft. |
| MAG IAS                                   | Deutschland        | Bearbeitungszentren                                                                                      | Der amerikanische Teil von MAG wurde 2013 an das französische Unternehmen Fives verkauft. Der Rest ist heute Teil der Fair Friend Group. |
| Maka Systems                              | Deutschland        | Holzbearbeitungsmaschinen, Bearbeitungszentren                                                           | |
| Makino Furaisu Seisakujo                  | Japan              | Fräsmaschinen, Schleifmaschinen, Erodiermaschinen                                                        | |
| Maschinenfabrik Froriep                   | Deutschland        | Fräsmaschinen, Drehmaschinen, Bohrmaschinen                                                              | Das Unternehmen wurde 1971 verkauft und 1980 aufgegeben. |
| Maschinenfabrik Kappel                    | Deutschland        | Fräsmaschinen                                                                                            | |
| Michael Weinig AG                         | Deutschland        | Holzbearbeitungsmaschinen                                                                                | |
| Mikron Gruppe                             | Schweiz            | Transferzentren, Montageautomaten                                                                        | |
| Mitsubishi Electric                       | Japan              | Erodiermaschinen, Laserschneidmaschinen, CNC-Steuerungen                                                 | |
| Mitsui Seiki                              | Japan              | Bearbeitungszentren, Koordinaten Schleif- und Bohrmaschinen, Gewindeschleifmaschinen                     | Hersteller von Präzisionswerkzeugmaschinen und Kompressoren. |
| Möhringer Anlagenbau                      | Deutschland        | Gattersäge, Bandsägen                                                                                    | |
| Monforts                                  | Deutschland        | Horizontal- und Vertikaldrehmaschinen                                                                    | Die Werkzeugmaschinensparte von Monforts wurde 2011 von einem russischen, später von der taiwanesischen Anderson Group übernommen. Seit 2020 gehört Monforts WZM wieder Mönchengladbacher Investoren. |
| Müller Weingarten                         | Deutschland        | Pressen                                                                                                  | Das Unternehmen wurde 2011 in den Schuler-Konzern eingegliedert. |
| Naxos-Union                               | Deutschland        | Schleifmaschinen                                                                                         | Naxos-Union war ein Frankfurter Hersteller von Schleifmaschinen, der 2002 in der EMAG-Gruppe aufging. |
| Nicolás Correa                            | Spanien            | Fräsmaschinen                                                                                            | |
| Nihon Densan                              | Japan              | Bearbeitungszentren, Schleifmaschinen, Zahnradschleifmaschinen, Sondermaschinen                          | Der Konzern produziert Elektromotoren, elektronische und optische Komponenten, Industrieroboter und Bearbeitungsmaschinen. Nidec übernahm 2021 die Werkzeugmaschinensparte von Mitsubishi Heavy Industries. |
| Niles-Simmons Industrieanlagen            | Deutschland        | Bearbeitungszentren, Drehmaschinen                                                                       | Das Unternehmen gehört zur Chemnitzer Niles-Simmons-Hegenscheidt-Gruppe. |
| Ōkuma                                     | Japan              | Fräs- und Drehzentren, Schleifmaschinen, Laserauftragschweißmaschinen und Laserhärtemaschinen            | |
| Paul Ferd. Peddinghaus GmbH               | Deutschland        | Plasmaschneidemaschinen, Bohrmaschinen                                                                   | Das Unternehmen ist eine Tochter der US-amerikanischen Peddinghaus Corporation |
| Peter Wolters                             | Deutschland        | Schleifmaschinen                                                                                         | Ist heute Teil von Precision Surfacing Solutions (PSS). |
| Pittler-Tornos                            | Deutschland        | Drehmaschinen                                                                                            | Pittler-Tornos wurde nach einer Insolvenz 1999 durch EMAG übernommen. |
| Reinecker                                 | Deutschland        | Fräsmaschinen, Schleifmaschinen                                                                          | Das Unternehmen wurde 1999 durch EMAG übernommen. |
| Reishauer                                 | Schweiz            | Wälzschleifmaschinen                                                                                     | |
| Rofin-Sinar                               | Vereinigte Staaten | Laserschneidemaschinen                                                                                   | ROFIN ist heute eine Tochter von Coherent. |
| Samag                                     | Deutschland        | Bearbeitungszentren, Tiefbohrmaschinen                                                                   | Die SAMAG Saalfelder Werkzeugmaschinen GmbH war zu DDR-Zeiten Teil des Werkzeugmaschinenkombinats „Fritz Heckert“. Heute wird der größte Teil des Jahresumsatzes nicht mit Werkzeugmaschinen, sondern mit Zulieferteilen für die Automobilindustrie erwirtschaftet. |
| Schaudt Mikrosa                           | Deutschland        | Rundschleifmaschinen                                                                                     | Mikrosa fusionierte 2000 unter dem Dach von Körber Schleifring mit Schaudt. 2020 wurde der Betrieb der Schaudt Mikrosa GmbH von der United Grinding Group AG Bern geschlossen |
| Scherdel                                  | Deutschland        | Bearbeitungszentren, Holzbearbeitungsmaschinen                                                           | Die Scherdel GmbH erzielt ihren Hauptumsatz in der Metallumformung, insbesondere mit Federn für den Fahrzeug- und Motorenbau. Die Tochtergesellschaft Reichenbacher Hamuel entwickelt und produziert Werkzeugmaschinen. |
| Schiess                                   | Deutschland        | Vertikal-Drehzentren, Vertikal-Fräsmaschinen                                                             | 2004 wurde die Schiess GmbH nach finanziellen Schwierigkeiten vom chinesischen Maschinenbauer Shenyang Machine Tool Group übernommen. Nach dessen Insolvenz wurde die Schiess GmbH von Guochuang Windenergy Equipment Ltd gekauft und firmiert seit 2019/2020 als Schiess Werkzeugmaschinenfabrik GmbH. |
| Schuler                                   | Deutschland        | Pressen                                                                                                  | Schuler ist Teil der Andritz-Gruppe. |
| Schüttoff                                 | Deutschland        | Fräsmaschinen, Drehmaschinen                                                                             | Nach der Zerstörung des Werkes im Zweiten Weltkrieg wurde von einem Wiederaufbau abgesehen. |
| Schwäbische Werkzeugmaschinen             | Deutschland        | Bearbeitungszentren                                                                                      | Das Unternehmen entstand aus einem ehemaligen Geschäftszweig von Heckler & Koch. |
| SCM Group                                 | Italien            | Holzbearbeitungsmaschinen, Bearbeitungszentren, Wasserstrahlschneidemaschinen                            | |
| SIP                                       | Schweiz            | Hochpräzisions-Bearbeitungszentren                                                                       | Die SIP wurde 2006 von der Starrag Group übernommen. |
| Stankoprom                                | Russland           | Bearbeitungszentren, Fräsmaschinen, Drehmaschinen, Schleifmaschinen, Bohrmaschinen                       | Stankoprom ist Teil der staatlichen russischen Rüstungs- und Technologieholding Rostec. |
| Star Seimitsu                             | Japan              | Langdrehautomaten                                                                                        | Star Seimitsu (eng: Star Micronics) ist einer der größten japanischen Druckerhersteller. 1965 begann Star mit der Produktion von Drehautomaten. |
| Starrag                                   | Schweiz            | Bearbeitungszentren, Drehmaschinen, Schleifmaschinen                                                     | In der Division Starrag der StarragTornos Group gingen unter anderem die ehemals eigenständigen Unternehmen Heckert, SIP, Dörries Scharmann, Droop + Rein und Berthiez auf. |
| The 600 Group                             | England            | Drehmaschinen, Fräsmaschinen, Schleifmaschinen, Lasersysteme                                             | Das Unternehmen ist an der Börse notiert und hat seit den 1920er Jahren verschiedene Firmen aufgekauft u. a. Colchester. Im Jahr 1990 belief sich der Umsatz auf 155,8 Mio. Pfund Sterling. |
| Thyssen Industrie AG                      | Deutschland        | Bearbeitungszentren, Drehzentren, Fräsmaschinen                                                          | Die Thyssen Industrie AG stellte die Maschinenbau-Sparte des Thyssen-Konzerns dar. Unter ihr, beziehungsweise der späteren Thyssen-Krupp-Sparte Sparte Metal Cutting, waren unter anderem die Hersteller Cross Hüller, Hüller Hille, Hessap, Witzig & Frank sowie Giddings & Lewis und Fadal vereinigt. Thyssen-Krupp trennte sich 2005 von dieser Sparte und veräußerte sie an den US-amerikanischen Investor Maxcor.                    |
| Tornos Gruppe                             | Schweiz            | Bearbeitungszentren, Drehmaschinen                                                                       | Seit Dezember 2023 eine Division der StarragTornos Group. |
| TOS Varnsdorf                             | Tschechien         | Bearbeitungszentren, Bohr- und Fräsmaschinen                                                             | |
| Traub                                     | Deutschland        | Drehmaschinen                                                                                            | Traub wurde 1997 von Index übernommen. |
| TRENS SK                                  | Slowakei           | Bearbeitungszentren, Drehmaschinen                                                                       | Das Unternehmen ist nach eigenen Angaben der größte Werkzeugmaschinenhersteller der Slowakei. |
| Trumpf                                    | Deutschland        | Laserbearbeitungsmaschinen, Abkantpressen                                                                | |
| Tsugami                                   | Japan              | Bearbeitungszentren, Langdrehautomaten, Fräsmaschinen, Schleifmaschinen                                  | |
| Union Werkzeugmaschinen                   | Deutschland        | Großfräsmaschinen                                                                                        | Union Werkzeugmaschinen ist ein Unternehmen der HerkulesGroup. |
| United Grinding Group                     | Schweiz            | Schleifmaschinen                                                                                         | |
| Vollmer Werke                             | Deutschland        | Schärfmaschinen                                                                                          | |
| VVB Werkzeugmaschinen und Werkzeuge       | Deutschland        | Fräsmaschinen, Drehmaschinen, Schleifmaschinen, Bohrmaschinen, Stoßmaschinen, Räummaschinen, Pressen     | Die ehemalige Vereinigung Volkseigener Betriebe umfasste die DDR-Kombinate Heckert, Niles, Erfurt und Smalcalda. |
| Wafios                                    | Deutschland        | Biegemaschinen, Richtmaschinen                                                                           | |
| Waldrich Coburg                           | Deutschland        | Großfräsmaschinen                                                                                        | |
| WaldrichSiegen                            | Deutschland        | Großfräsmaschinen, Großdrehmaschinen, Großschleifmaschinen                                               | WaldrichSiegen ist ein Unternehmen der HerkulesGroup. |
| Walter AG                                 | Deutschland        | Schleifmaschinen                                                                                         | Die Walter AG war vormals in der Fabrikation von Schleifmaschinen tätig. Das Unternehmen gehört heute zum Sandvik-Konzern und produziert seit 2004 nur noch Maschinenwerkzeuge und keine Werkzeugmaschinen mehr. |
| Weiler Werkzeugmaschinen                  | Deutschland        | Drehmaschinen, Bohrmaschinen                                                                             | |
| J.G. Weisser & Söhne                      | Deutschland        | Bearbeitungszentren, Drehzentren, Dreh-Fräszentrum                                                       | Das Unternehmen ist eine Tochter des US-amerikanischen Unternehmens Hardinge und verzeichnete im Geschäftsjahr 2012/13 einen Umsatz von etwa 114,1 Mio. Euro. |
| WEMA Werkzeugmaschinenfabrik Zerbst       | Deutschland        | Drehmaschinen                                                                                            | Das Unternehmen wurde 1994 durch EMAG übernommen. |
| Werkzeugmaschinenfabrik Glauchau          | Deutschland        | Schleifmaschinen                                                                                         | Das Unternehmen gehört zur Chemnitzer Niles-Simmons-Hegenscheidt-Gruppe. |
| WFL Millturn Technologies                 | Österreich         | Bearbeitungszentren                                                                                      | Das Unternehmen ist eine Tochter der Beteiligungsgesellschaft Autania. |
| Wieland Anlagentechnik                    | Deutschland        | Schleifmaschinen, Bearbeitungszentren, Multi-Bohrmaschinen, Endenbearbeitungsmaschinen                   | Das Unternehmen ist eine Konzerntochter der Wieland Gruppe. |
| Yamazaki Mazak                            | Japan              | Bearbeitungszentren, Drehmaschinen                                                                       | |